# Chacabuco (ciudad)
Chacabuco es una ciudad localizada al noroeste de la provincia de Buenos Aires, Argentina, siendo cabecera del partido homónimo. Su fecha de fundación se remite al 5 de agosto de 1865 a través de una Ley provincial durante el mandato del gobernador Mariano Saavedra.

## Toponimia
Esta ciudad fue nombrada en homenaje a la recordada batalla librada en el llamado Cordón de Chacabuco por el Ejército de los Andes, a las órdenes del General José de San Martín, y que fuera decisiva en la gesta de emancipación de los países de Argentina, Chile y Perú de la Corona española.
Según el extinto profesor Oscar Ricardo Melli, su nombre deriva de dos vocablos mapuches: Chacay, que era un árbol nativo al otro lado de la cordillera en territorio chileno, y ufco que según la misma fuente significaba 'vertiente'. De este modo, Melli sostiene que Chacabuco significa 'vertiente de los Chacay'.
En las inmediaciones de la hacienda chilena que llevaba ese nombre, luego de que el Ejército de los Andes cruzara la cordillera para liberar Chile primero y Perú después, se produjo una batalla crucial, conocida como batalla de Chacabuco, por una deformación de tales vocablos mapuches. 

Alternativa de procedencia quechua
Otra alternativa es que la palabra "Chacabuco" proviene del idioma quechua, formada por los vocablos "chaka" (puente) y "pukyu" (manantial). De esta forma, "Chacabuco" podría significar "puente del manantial".

## Historia
Hacia 1752, más allá del río Luján y del río Arrecifes, ya se entraba en el desierto sin límites. Debido a las continuas luchas por parte de los pueblos originarios, se dispuso el levantamiento de una línea de fortines custodiados por el cuerpo de Blandengues de la frontera: la Guardia de Luján (actual ciudad de Mercedes); del Salto (actual ciudad de Salto), y el Fortín de Areco (actual ciudad de Carmen de Areco). Dichos fortines, mantenían una vigilancia permanente en un radio de diez a veinte leguas, de modo que, los campos, estaban custodiados por estos efectivos. Así se fueron asentando numerosos pobladores, en su mayoría dedicados a la cría de ganado y al cultivo de trigo y maíz.
En la primera mitad del siglo XIX y hasta la fundación del partido, en 1865, la ocupación de las tierras de Chacabuco respondió a causas de índole política e institucional; principalmente la ley de Enfiteusis, (sancionada en 1826). Esta ley adoleció de dos graves omisiones: no fijaba superficie máxima de adjudicación, ni obligaba a poblarla. En el partido de Chacabuco, la adjudicación de tierras comenzó poco después de la sanción de esta ley.
Entre los que solicitaron tierras podemos nombrar a Federico Rauch, Juan Nepomuceno Terrero, Manuel Dorrego, Guillermo Wright y Tomás Guido, entre otros. Surgió una verdadera fiebre especulativa, aprovechada por los allegados a la administración, unido a los valores irrisorios de las tierras, resultó en detrimento del progreso general y del interés fiscal.
El enfiteuta abonaba una renta del ocho por ciento (8 %) del valor de las tierras, si eran de pastoreo y del cuatro por ciento (4 %), si eran para la agricultura. También debía poblar el campo edificando casa o rancho, corral de ganadería y poniendo, por cada legua, cien cabezas de ganado.
Cuando la República  pasó a estar constituida institucionalmente, (durante la Presidencia del General Bartolomé Mitre, siendo Gobernador de la Provincia de Buenos Aires, el Doctor Mariano Saavedra) se comenzó a perfilar una época memorable para el progreso de nuestra campaña.
El Doctor Saavedra (a quien se lo llamaba “el gobernador fundador de pueblos”) envió un proyecto a la legislatura sobre la división del campo bonaerense, al interior del Salado.
Dicho proyecto, fue aprobado por las Honorables Cámaras por decreto reglamentario ( 24 de febrero de 1865), fijando los límites de los partidos y designando a ocho nuevas jurisdicciones (entre ellas a la de Chacabuco).
La denominación del Partido se realizó como homenaje a la gloriosa acción librada por el ejército de Los Andes, el 12 de febrero de 1817.
En la época de la fundación de nuestro partido, vivían, en la zona, centenares de pobladores, en campos enfitéuticos, en campos donados por el Estado por méritos de guerras, (por ejemplos, el del General Ángel Pacheco), también había pobladores aislados que defendían tierras públicas; mejorándolas, con la cría de hacienda, y siembra de maíz y trigo.
La ciudad cabecera nació como consecuencia directa de la Guerra de la Triple Alianza o Guerra del Paraguay, en 1865. Para premiar a los soldados de la Guardia Nacional de la campaña, recompensados por la acción. El decreto respectivo del 5 de agosto de 1865 expresó que para premiar el patriotismo y decisión de la Guardia Nacional de la Provincia en la lucha en el Paraguay, se encargaba al Departamento Topográfico el trazado de un pueblo y amojonamiento, cuyas parcelas se entregarían a los valientes soldados.
El 5 de agosto de 1865 se ordenó el trazado del pueblo. El departamento, trabajó raudamente y los planos fueron aprobados por decreto en noviembre de 1865. Ese mismo decreto designó al juez de paz y estableció que una comisión de vecinos respetables debían intervenir en todo lo relativo a la fundación, ubicación, mejoramiento del pueblo y construcción de obras públicas. Esta comisión fue conocida popularmente como la “Comisión Fundadora”.
El 7 de enero de 1866, en ceremonia realizado en la estancia “La Criolla”, tomó posesión de su cargo el Sr. Duberty, primera autoridad constituida en el partido cuando este carecía de población.
La futura población fue erigida con dificultades. En principio, el lugar elegido en los planos como centro de la plaza principal, daba a una cañada. Tuvo que cambiarse la ubicación. Así el 5 de febrero de 1866, reunidos el agrimensor Sr. Lynch, el juez de paz Sr. Duberty y miembros de la Comisión Fundadora, se clavó un rústico mojón de ñandubay, en el punto elegido para el centro de la plaza.
El nuevo pueblo nacía a la vida en una ceremonia sencilla, ejemplar, sin la solemnidad de las fundaciones clásicas y con el horizonte ilimitado de la Pampa como único marco. Lejos de las playas de mar, apartado de las márgenes de ríos caudalosos, y sin la protección del bosque o selva milenaria.
El nombre dado oficialmente al pueblo (ciudad cabecera) por decreto del 5 de agosto de 1865 fue “Guardia Nacional” y siguió rezando en documentos sucesivos. Sin embargo, poco a poco se fue diluyendo y, ya en 1870, las actas del juzgado dicen “Pueblo de Chacabuco”.

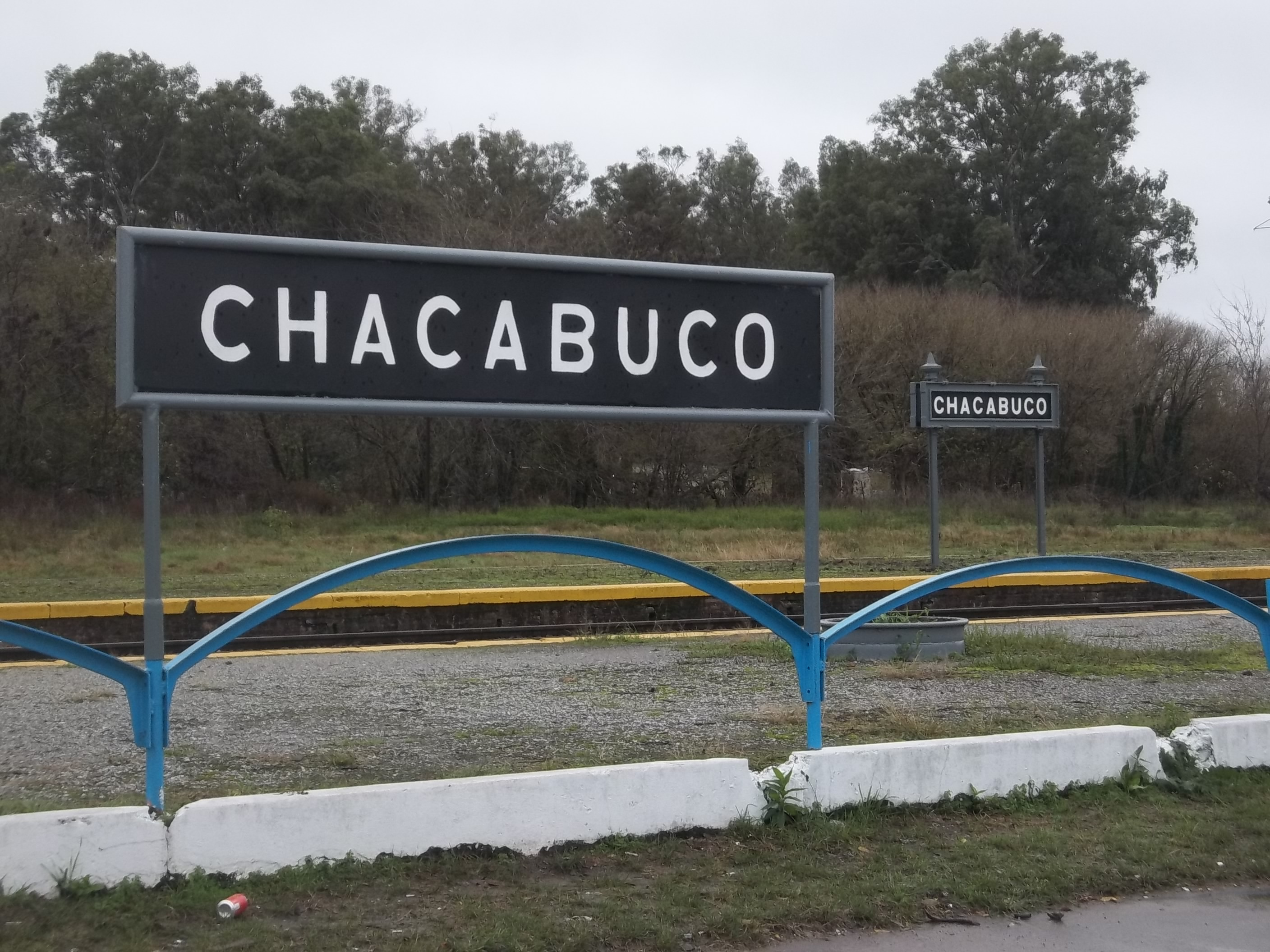
Estación Chacabuco, Línea San Martín

En cuanto a la denominación “Las Estacas”, que se menciona como otro nombre para el mismo pueblo, no aparece en ningún documento escrito; lo que puede atribuirse al imaginario popular. Se lo relaciona con el hecho que cuando se trazó el pueblo y se dividieron los solares del tejido urbano, se los señaló con estacas de ñandubay y sauce.
En 1889 el mismo nombre de Chacabuco fue dado a la estación lugareña del Ferrocarril Buenos Aires al Pacífico, actualmente Estación Chacabuco del Ferrocarril General San Martín, conectando la ciudad con el principal centro del país 
El 18 de junio de 1918, la población es elevada a rango de ciudad. Lentamente vino el alud inmigratorio, compuesto en su mayoría por italianos, españoles, vascos franceses, y en menor medida, irlandeses (que venían con la denominación de ingleses), suizos, franceses y sirios libaneses. El sueño de los fundadores se fue haciendo realidad, amasado con el sudor de los hombres que se encorvan sobre los surcos nuevos, o se movían entre el torbellino de la ganadería.

## Población
De acuerdo al Censo Nacional de 2010, la ciudad contaba con 38,418 habitantes (Indec, 2010), lo que representó un incremento del 10% frente a los 34,958 habitantes (Indec, 2001) del censo anterior. Más de una década después del último censo, las estimaciones sostienen que Chacabuco tendría en 2021 alrededor de 45 800 habitantes en su ejido urbano y suburbano, incluyendo el núcleo de Cucha-Cucha.
| Gráfica de evolución demográfica de Chacabuco entre 1869 y 2010 |
|                                                                 |
| Fuentes: INDEC                                                  |

## Morfología urbana
De acuerdo al análisis desarrollado por el historiador Oscar Ricardo Melli, la ciudad de Chacabuco nació como un centro urbano para un municipio creado previamente, por lo que la uniformidad del plan oficial podría aplicarse perfectamente sin ninguna barrera natural cercana. 
La ciudad fue diseñada con una planta urbana que tomaba como límites cuatro avenidas de circunvalación, resultando en un cuadrilátero de 120 manzanas. Asimismo, en cada uno de los ángulos y en el centro de este gran rectángulo, estaban dispuestos espacios de manzanas unidas (de 202 metros de largo por 128 m de ancho) destinados a plazas públicas. 
Hacia mediados del siglo pasado, la fisonomía de la ciudad ya había cambiado y se reflejaba en el análisis literario de Haroldo Conti, cuando se preguntaba: "¿Cuál es el verdadero Chacabuco, cuál rige? Este de ahora encumbrado en adelantos o aquel otro de los tapialitos amarillos y las calles de tierra, cuando el camión de riego asentaba el polvo del atardecer y todo era más viejo y simple pero más dulce...”.
Rápidamente, la ciudad rebasó su límites, creándose proyecciones de estas avenidas en todas las direcciones y parcelándose quintas, encontrando como único límite hacia el Norte las vías del ferrocarril San Martín. Esta siguiente barrera fue superada una vez más en los últimas décadas, con un sector de hogares habitados como viviendas de fin de semana. 
La ciudad de Chacabuco, como todos los asentamientos de tamaño similar para ciudades de rango medio, se caracteriza por la predominancia de viviendas particulares de una sola planta. Según el Censo Nacional de 2010, existían alrededor de 16 mil casas y más de 600 departamentos en edificios de alturas variables.
Son estos edificios los que se destacan por sobre la altura promedio (poco más de 3 metros). A continuación, aparece la lista de los edificios más altos de Chacabuco (exceptuando los complejos industriales), de acuerdo a sus alturas relativas, la mayoría de los cuales son de uso residencial.
| Edificaciones de mayor altura en la ciudad de Chacabuco | Edificaciones de mayor altura en la ciudad de Chacabuco | Edificaciones de mayor altura en la ciudad de Chacabuco | Edificaciones de mayor altura en la ciudad de Chacabuco | Edificaciones de mayor altura en la ciudad de Chacabuco | Edificaciones de mayor altura en la ciudad de Chacabuco |
| Ranking                                                 | Imagen                                                  | Edificación                                             | Dirección postal                                        | Metros de altura                                        | Cantidad de plantas*                                    |
| ------------------------------------------------------- | ------------------------------------------------------- | ------------------------------------------------------- | ------------------------------------------------------- | ------------------------------------------------------- | ------------------------------------------------------- |
| 1°                                                      |                                                         | Edificio Rivadavia                                      | Rivadavia 21                                            | 40                                                      | 13                                                      |
| 2°                                                      |                                                         | Edificio Parque                                         | Av. Vieytes y Corrientes                                | 36                                                      | 12                                                      |
| 3°                                                      |                                                         | Edificio del Correo                                     | Zapiola 55                                              | 33                                                      | 11                                                      |
|                                                         |                                                         | Edificio Pueyrredón                                     | Pueyrredón 83                                           | 33                                                      | 11                                                      |
| 5°                                                      |                                                         | Torre Plaza                                             | Almirante Brown 28                                      | 30                                                      | 10                                                      |
| 6°                                                      |                                                         | Hotel Postal                                            | Almirante Brown 50                                      | 27                                                      | 9                                                       |
|                                                         |                                                         | Edificio Saavedra                                       | Av. Saavedra 132                                        | 27                                                      | 9                                                       |
| 8°                                                      |                                                         | Terrazas (en construcción)                              | Olavarría 34                                            | 25                                                      | 8                                                       |
| 9°                                                      |                                                         | Torre Reconquista I                                     | Reconquista 131                                         | 24                                                      | 8                                                       |
|                                                         |                                                         | Torre Reconquista II                                    | Reconquista 133                                         | 24                                                      | 8                                                       |
|                                                         |                                                         | Vanguardia (en construcción)                            | San Martín 78                                           | 24                                                      | 8                                                       |
|                                                         |                                                         | Parroquia San Isidro Labrador                           | Padre Doglia 29                                         | 24                                                      | 3                                                       |
| 13°                                                     |                                                         | Edificio Libertador (en construcción)                   | San Martín 29                                           | 23                                                      | 7                                                       |
| 14°                                                     |                                                         | Hábitat 1                                               | Moreno 34                                               | 22                                                      | 7                                                       |
|                                                         |                                                         | Hábitat 2                                               | Moreno 34                                               | 22                                                      | 7                                                       |
| 16°                                                     |                                                         | Lebat                                                   | 25 de Mayo 31                                           | 21                                                      | 7                                                       |
|                                                         |                                                         | Edificio Naya                                           | Av. Alsina 243                                          | 21                                                      | 7                                                       |
|                                                         |                                                         | Edificio Zapiola 139                                    | Zapiola 139                                             | 21                                                      | 7                                                       |
| 19°                                                     |                                                         | Edificio Zapiola 140                                    | Zapiola 140                                             | 18                                                      | 6                                                       |
| 20°                                                     |                                                         | Edificio 25 de Mayo                                     | 25 de Mayo 52                                           | 15                                                      | 5                                                       |
| 21°                                                     |                                                         | Palacio Municipal de Chacabuco                          | Reconquista 26                                          | 14                                                      | 3                                                       |
| 22°                                                     |                                                         | Edificio Solís                                          | Av. Solís 81                                            | 13                                                      | 4                                                       |
|                                                         |                                                         | Edificio Sargento Cabral                                | Alberdi 400                                             | 13                                                      | 4                                                       |
| 24°                                                     |                                                         | Edificio Acuarela                                       | Av. Saavedra 149                                        | 12                                                      | 4                                                       |
|                                                         |                                                         | Edificio La Rioja                                       | La Rioja 54                                             | 12                                                      | 4                                                       |
|                                                         |                                                         | Edificio Bela Vista                                     | La Rioja 26                                             | 12                                                      | 4                                                       |
|                                                         |                                                         | Complejo Nueve de Julio                                 | 9 de Julio 225                                          | 12                                                      | 4                                                       |
|                                                         |                                                         | Edificio AVIAR (en construcción)                        | Av. Alsina 251                                          | 12                                                      | 4                                                       |
| 29°                                                     |                                                         | Tahona de Chacabuco                                     | Plaza 5 de Agosto                                       | 11                                                      | 3                                                       |

Observación: *Se suma la planta baja como el piso inferior de cada edificación.

## Turismo rural
A 25 km de Chacabuco, cerca de la RN 7 se encuentra la Laguna de Rocha, formada por un ensanchamiento del Río Salado en tierras bajas. Su principal característica es el paisaje agreste que atrae a turistas en busca de un contacto distinto con la naturaleza y con el paisaje llano y solitario de la región pampeana pero que al mismo tiempo ofrece los servicios básicos como para garantizar una buena estadía. Otras lagunas cercanas son la Laguna Las Toscas y la Laguna de Los Patos.

## Clima
Típico del centro de la Región pampeana, el clima en Chacabuco es templado-húmedo, con veranos templados e inviernos frescos. Durante el invierno, son comunes las sudestadas, cuya permanencia en ciertas ocasiones puede llegar a una semana. Otro de los fenómenos característicos de esta zona es el Pampero, un viento con dirección sudsudoeste frío y seco que despeja el cielo dejándolo límpido y suele aparecer luego de las mencionadas sudestadas. 
Las precipitaciones anuales en Chacabuco alcanzaron un promedio de 950 mm en los últimos 30 años. Es importante destacar el hecho de que la región atraviesa, desde 1973, el llamado "Hemiciclo Húmedo", que incluye precipitaciones incrementadas e isohietas “corridas”, en comparación con los registros del "Hemiciclo Seco", que abarcó el período 1920-1973. 
Las nevadas son un fenómeno inusual en esta región, con un registro mínimo de entre 3 y 4 veces por siglo y, en general, en forma de aguanieve durante período nocturno. La última nevada de la que se tiene registro ocurrió en la tarde-noche del día 9 de julio de 2007.

## Relieve

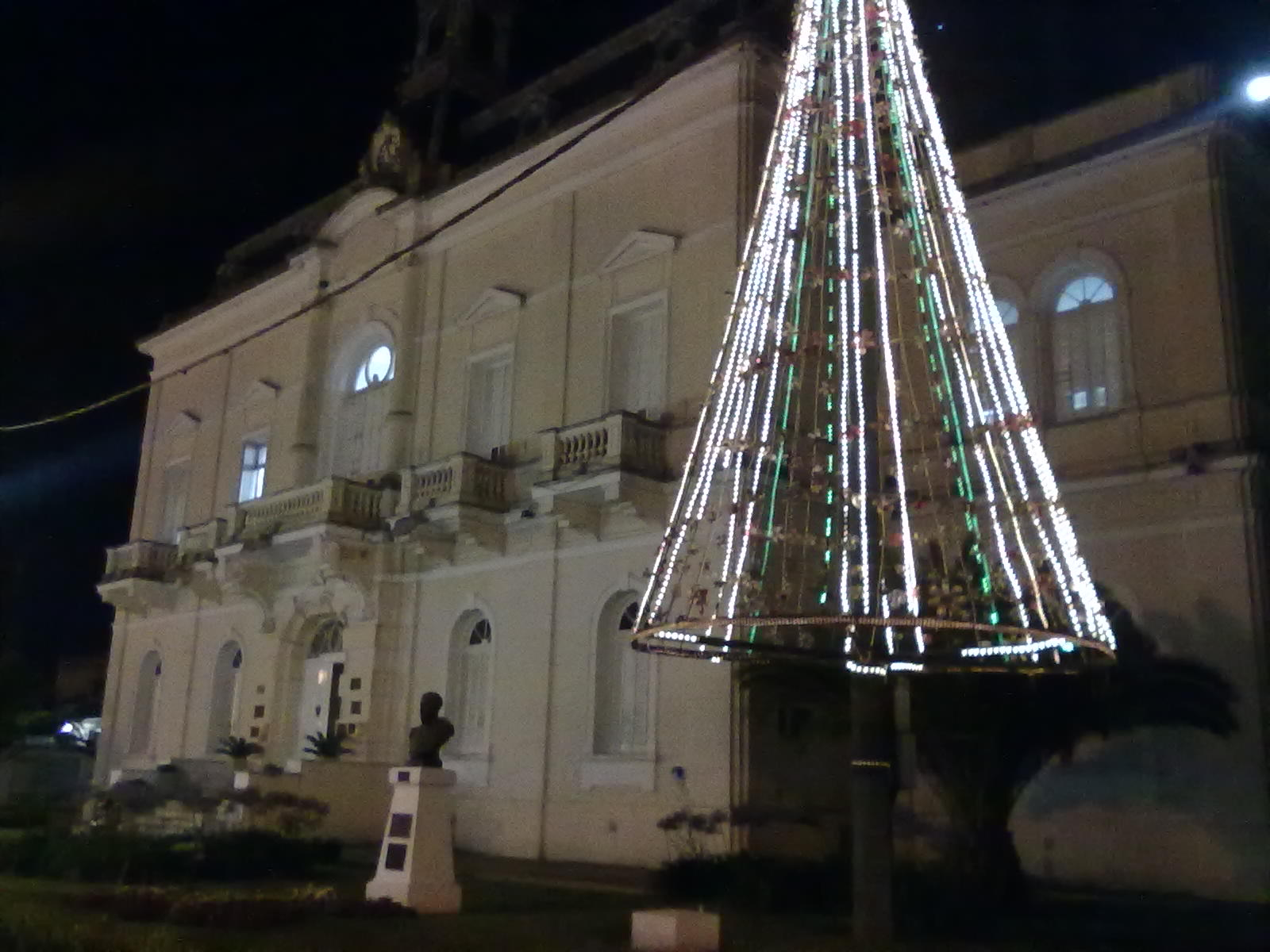
Edificios de Chacabuco.

La llanura es el paisaje dominante en Chacabuco, cuyos suelos poseen relativa alta fertilidad, lo que convierten a esta zona en una de las principales del país en producción agrícola. La elevación máxima del municipio se encuentra en las cercanías de la localidad de O’Higgins (Chacabuco), al Oeste del partido con una altura de 75 m s. n. m.. La elevación promedio es de 68 m s. n. m.
El régimen de lluvias reinante sumado al clima, el relieve y la roca preexistente (loess) conformaron suelos muy aptos para la producción agrícola con texturas franco, franco-limosas y con excelentes porcentajes de materia orgánica. Es dable destacar que en ciertas zonas del partido con muchos años de agricultura continua provocaron dramáticos descensos de este componente del suelo, pero con la aparición de la tecnología de la siembra directa durante la última década del siglo XX tal problema comenzó a revertirse.
Al Este y Sur del partido dominan Argialboles mientras que al norte las principales clases de suelos la constituyen los Argiudoles. En las márgenes del río Salado es común encontrar Natracualfes (suelos salinos).

## Cultura

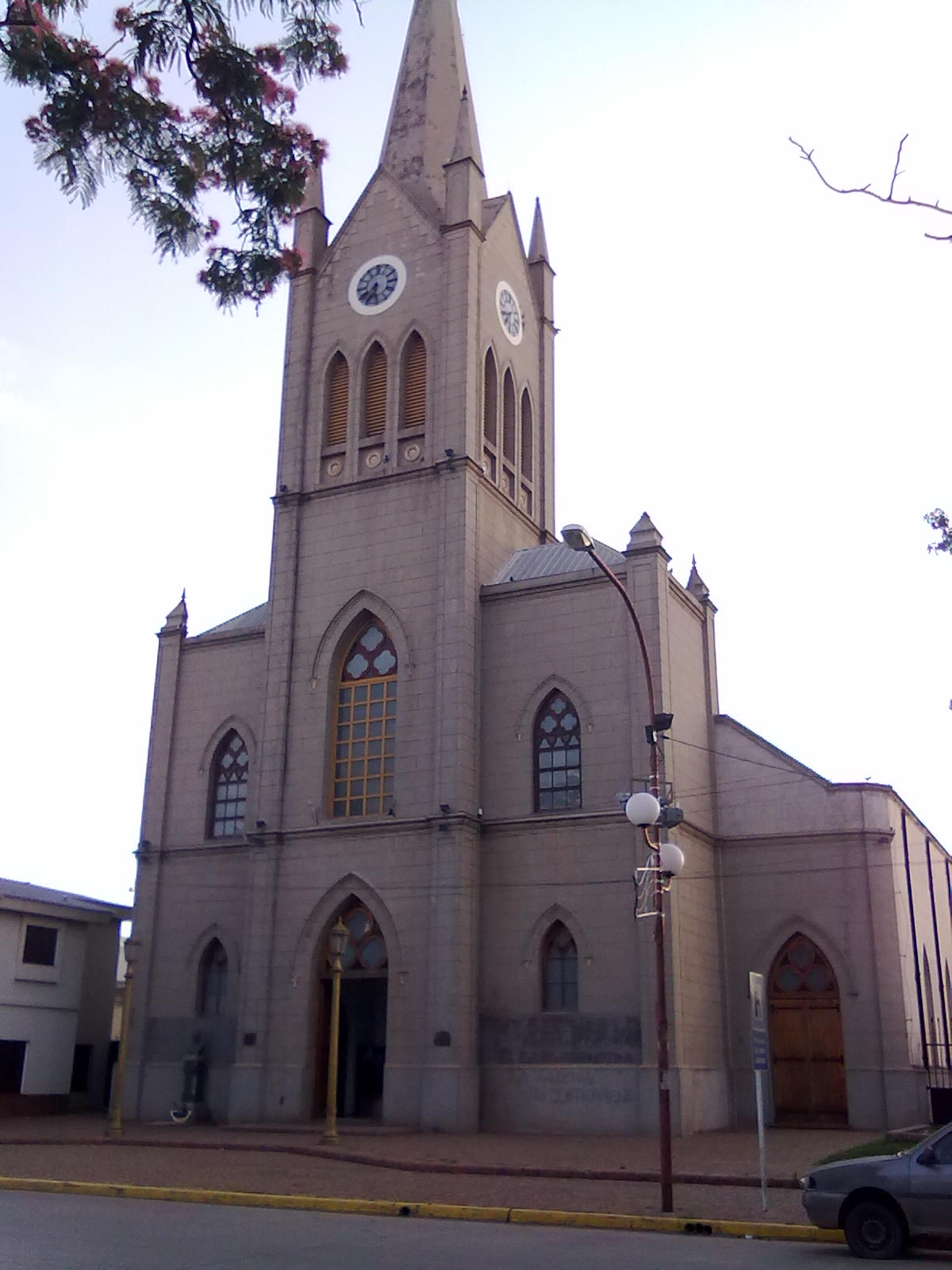
Parroquia San Isidro Labrador.

La cultura de Chacabuco está muy ligada a la nacionalidad italiana de los primeros pobladores. La mayoría de ellos vinieron del Viejo Continente buscando un futuro mejor. Un gran número de los migrantes eran originarios de la zona de la Basilicata, del sur Italiano, provenientes de: Lagonegro, Moliterno, Francavilla Sul Sinni, Senise y de la región rural de Sapri. Gracias a ellos se pobló la zona rural y empezó una incipiente producción agropecuaria que continúa al día de hoy de la mano de muchos de sus descendientes. Es por ello que en la década del 90, la ciudad de Chacabuco se hermanó con la ciudad de Lagonegro, en Italia.
Nacieron en Chacabuco importantes músicos como el bandoneonista Raúl Garello, el contrabajista Chupete Cónsoli, de larga carrera artística junto a Astor Piazzolla; el bandoneonista Roberto Álvarez , quien se inició como profesional en la orquesta del maestro Osvaldo Pugliese. En 2010, era el director de la orquesta Color Tango. En los años 60 y 70 brillaron como vocalistas de tango Ángel Cárdenas (en la orquesta de Aníbal "Pichuco" Troilo) y Carlos Casado, de múltiple actuación en los escenarios porteños. Rodolfo Daluisio, organista y bandoneonista profesor en el Conservatorio Municipal Manuel de Falla de la Ciudad de Buenos Aires, fue director del Coro Polifónico de Chacabuco.
La ciudad es una gran cuna de música popular, con gran cantidad de bandas históricas como Surinam, Quinta semilla, Estrella Negra, Entornado, Renuevo, entre otros. Así como una gran cantidad de bandas actuales como No salgas con robots, Hey! Woody Cautivo, Extremistas, Tijera Selmer, entre otros
En cuanto al baile de Tango Argentino, se puede nombrar a la bailarina Analía Centurión, también se puede destacar el bailarín Eloy Prim, radicado en el norte de España, y Jesús Taborda, con sus actividades mayormente en Asia.
En cuanto al baile de Ritmos Caribeños, destaca el Festival Internacional de Ritmos Afrocubanos y Bachata "RUMBA FEST" organizado por La Rumbita Estudio de Danzas. Dicho Festival se realiza desde 2017 todos los años en el mes de octubre y desarrollan talleres y shows de Salsa, Bachata, Rumba Cubana, Timba, entre otros ritmos bailables. El evento fue declarado de Interés Cultural mediante decreto municipal.
El principal escritor de renombre nacional que tuvo Chacabuco fue Haroldo Conti, quien resultó desaparecido durante la dictadura militar de 1976, dada su oposición al régimen, y recibió la Ciudadanía Ilustre post mortem de la Provincia de Buenos Aires en el año 2006.

## Ciudades Hermanadas
Lagonegro
Irvine (Escocia)

## Educación
Chacabuco cuenta con quince jardines de infantes, catorce escuelas de nivel primario y doce escuelas de nivel secundario. Asimismo, ofrece también tres institutos de educación superior y una sede del CBC de la Universidad de Buenos Aires.

## Deportes
Chacabuco cuenta con varios centros de actividad deportiva, entre ellos el Chacabuco Golf Club, el Polideportivo Municipal que alberga entre otros al equipo de básquet del Club Ciudad de Chacabuco (actualmente inactivo debido a que en 2014 el mismo se fundió), el Club Social con excelentes canchas de tenis, el Club Atlético Porteño con un complejo de gran dimensión donde se puede encontrar una gran cancha de césped sintético y que además, cuenta con un estadio de básquet en el centro de la ciudad, el último nombrado también con una gran historia futbolística, diversos clubes de fútbol (9 de Julio, River Plate, San Martín, Argentino, O'Higgins, Rivadavia, Peña La 12°, La Academia y San Lorenzo de Rawson), Centro Los Marinos, etc.
Chacabuco posee un campo de golf de 18 hoyos de par 71 (36/35) en la cual se desarrolla actividad durante todo el año. Está asociado a la Federación del Noroeste de Golf (FENOBA), y dentro de la misma, integrada por ciudades como Junín, Pergamino, Chivilcoy, 25 de mayo, Bragado, 9 de julio, Tapalqué, Pehuajó, Lincoln, Ameghino, San Antonio de Areco y Mercedes, entre otras, es una de las únicas tres canchas de 18 hoyos (Junín y Lobos son las restantes). 
También se destacan en Chacabuco lugares como el Polígono del Tiro Federal y el Aeroclub.
En la década de 1960 se han destacado jugadores a nivel nacional como Julio Chazarreta, Carlos Di Perna, Roberto Bressano, Oscar Nano Marsiletti y Miguel Ángel Benac, entre otros.
Hugo José Torcassi ha sido un notable impulsor del tenis. En la actualidad, su hijo, el contador Huguito Torcassi es un ferviente continuador de la tarea paterna.
El campeón mundial y exdirector técnico de River Plate, Daniel Passarella, nació en Chacabuco y se inició en el fútbol en el Club Argentino de Chacabuco, (formando una gran dupla central con Juan Carlos Pistolo Estebanez, que también se desempeñaba como lateral por la derecha), y luego continuó su carrera como profesional en el Club Sarmiento de la vecina ciudad de Junín. También es destacada la participación de los clubes de fútbol de Chacabuco en los torneos regionales de ese deporte.
Los expilotos de Turismo Carretera Roberto Urretavizcaya, Luis Minervino y Gustavo "Oveja" Mancuso son algunos de los más reconocidos pilotos de la ciudad. Sin embargo, fue Francisco "Colo" Espinosa, también nacido en Chacabuco, quien en el año 1979 dejaría un Torino para subirse a una Chevy (preparada por Omar Wilke y Jorge Pedersoli) con la que obtuvo dos victorias en la categoría (La Vuelta de Coronel Pringles en 1979 y el Gran Premio 4 Provincias, a un promedio de 231,915 km/h), suficiente para ser el campeón de esa temporada, finalizada en 1980 (cosas raras del TC) y ser el primer ganador en Turismo Carretera con una Chevy. En 1981, le pintaría el 1 a un Falcon del equipo oficial Ford a cargo de "El polaco" José Miguel Herceg. En 1990 corrió su última carrera, pero siguió ligado al automovilismo como jefe de equipo de Luis Minervino, hasta que a los 53 años su corazón dijo basta.
Los campeones mundiales de pelota a paleta Ramón Ross y Eduardo Ross. Ambos obtuvieron la medalla dorada en los juegos olímpicos de Barcelona 92. También fueron campeones mundiales en varias oportunidades y campeones panamericanos otras tantas. Recibieron los premios Konex y Olimpia de plata a los mejores pelotaris. Juntos obtuvieron más de 50 títulos. 
Hoy, cuenta con representantes en el fútbol a nivel nacional como Mauro Ramiro Milano, jugador del Club Atlético Huracán; Leonel Pierce, en la reserva de Racing Club de Avellaneda y Fernando Cavenaghi. Aunque no es nativo de Chacabuco, su madre lo es. Vivió su infancia allí, jugando para el club Rivadavia.

## Religión
Parroquias de la Iglesia Católica 
| Arquidiócesis | 'Mercedes-Luján' |
| ------------- | --- |
| Parroquias    | Nuestra Señora de la Asunción; de los Santos Arcángeles Miguel, Gabriel y Rafael; San Isidro Labrador. |
| Capillas      | Nuestra Señora de Luján; San Cayetano; Nuestra Señora de Itatí; de la Adoración Perpetua; de la Sagrada Familia de Nazareth; Nuestra Señora de la Medalla Milagrosa; Santa Teresita del Niño Jesús; Nuestra Señora del Carmen (Hospital); San José (Hogar); San Francisco de Asís. |

Además, hay presencia de numerosas congregaciones protestantes en sus múltiples vertientes.